# アフマド・ヴァヒーディー
アフマド・ヴァヒーディー（ペルシア語: احمد وحیدی、Ahmad Vahidi'、1947年6月28日 - ）は、イランの政治家。イスラム革命防衛隊元司令官。元国防軍需大臣（2009年8月9日 - 2013年8月15日）、前内相（2021年 - 2024年）。現公益判別会議（公益評議会）議員。日本語メディアでは「バヒディ」と表記されることが多い。

## 経歴
1947年6月28日、イランのマシュハド生まれ。1980年にイスラム革命防衛隊で対外工作を担当するゴドス部隊に入隊。本名はアフマド・シャー・チェラギ（ヴァヒーディーはニックネーム）。

## 論争
ヴァヒーディーは、1994年7月18日にアルゼンチンの首都ブエノスアイレスで85人が殺害されたユダヤ人協会本部ビル爆破事件に関与した容疑で国際刑事警察機構（インターポール）から国際手配を受けている。事件で指名手配を受ける5人のイラン人のひとり。イラン政府は関与を否定している。
2011年6月、南米ボリビア政府は、ヴァヒーディーの同国訪問をアルゼンチン政府に謝罪し、彼に直ちに国外退去するよう命じた。
米国政府は2010年6月、大量破壊兵器（WMD）の拡散をもくろむ人物と支援者の米国内資産を凍結し米金融・商業システムから孤立させる措置の対象者リストにヴァヒーディーを加えた。

## 政治家としての経歴
ヴァヒーディーは、2005年、モスタファー・モハンマド＝ナッジャールの国防軍需相就任に伴い副国防相に就任。2009年まで同ポストを務めた。2009年8月、マフムード・アフマディーネジャード大統領から国防軍需相に指名され、同月9日、イラン国会は賛成227票、反対56票でヴァヒーディーの国防軍需相就任を承認した。国会議員の79.3%が彼の就任に賛成した。
2011年6月イランの国防軍需大臣としては92年ぶりにアフガニスタンを訪問し、カルザイ大統領などと会談した。
ライースィー政権では内務大臣をつとめた。